# Gothenburg
Gothenburg – miasto w Stanach Zjednoczonych, w stanie Nebraska, w hrabstwie Dawson.